# Forelius damiani
Forelius damiani es una especie de hormiga del género Forelius, subfamilia Dolichoderinae. Fue descrita científicamente por Guerrero & Fernández en 2008.
Se distribuye por Colombia, Costa Rica, El Salvador, Guatemala, México, Nicaragua y Estados Unidos. Se ha encontrado a elevaciones de hasta 850 metros. Vive en microhábitats como la vegetación, la hojarasca y el forraje.